# E. A. Mario
E. A. Mario, pseudonimo di Giovanni Ermete Gaeta (Napoli, 5 maggio 1884 – Napoli, 24 giugno 1961), è stato un paroliere e poeta italiano, autore di numerose canzoni di grande successo, come La leggenda del Piave e Tammurriata nera.
Alcuni brani furono composti in lingua italiana, altri in lingua napoletana; di essi, quasi sempre, scriveva sia i testi che la musica.
Insieme a Salvatore Di Giacomo, Ernesto Murolo e Libero Bovio, è da annoverare tra i massimi esponenti della canzone napoletana della prima metà del Novecento ed uno dei protagonisti indiscussi della canzone italiana dal primo dopoguerra agli anni cinquanta, sia per la grandissima produzione - scrisse oltre duemila canzoni, musicandone anche una parte - sia per la qualità delle sue opere. Di sentimenti ferventemente patriottici, è stato autore di numerose poesie e canzoni di significato patriottico. Scrisse anche numerose poesie, novelle e saggi storici.

## Biografia
Nacque a Napoli da una modesta famiglia di Pellezzano il 5 maggio 1884, in un basso di Vico Tutti i Santi, a ridosso della Parrocchia S. Maria di Tutti i Santi, in uno dei quartieri più popolari della città (Borgo S. Antonio Abate). Il padre, Michele Gaeta, era barbiere e la madre, Maria Della Monica, una casalinga.
Il retrobottega della barberia del padre era tutta la loro casa. Un locale dove vivevano molte persone di famiglia: il fratello Ciccillo, le sorelle Agata e Anna, lui, la madre ed il padre. In altre due piccole stanzette, tre zie ed uno zio.
Dopo un fidanzamento di soli tre mesi, nel 1919 si sposò con Adele Leo (Adelina), figlia di un'attrice molto famosa all'epoca, Leonilde Gaglianone. Dal loro matrimonio nacquero poi tre figlie: Delia, Italia e Bruna.
In giovinezza frequentò un altro grande poeta e commediografo napoletano, da cui fu assai benvoluto, Eduardo Scarpetta, padre naturale dei fratelli Titina, Eduardo e Peppino De Filippo.
Collaborò molto con il massimo editore napoletano dell'epoca, Ferdinando Bideri.
Non divenne mai ricco, poiché assai presto, per esigenze familiari e soprattutto a causa di una grave malattia della moglie, decise di vendere a una casa editrice di Milano i diritti di tutte le sue canzoni, dei quali ricevette, negli anni successivi, solo una piccolissima percentuale.
E. A. Mario fu direttore del coro degli allievi della Scuola Militare Nunziatella intorno al 1921.

### Lo studio
Fu un appassionato lettore di libri, specialmente storici, e così riuscì a formarsi una cultura assai ricca e pluridisciplinare.
In gioventù si iscrisse all'Istituto nautico ma, poiché le tasse scolastiche risultavano troppo impegnative per la modesta economia familiare, non poté mai concludere gli studi e diventare capitano di lungo corso.

### Il mandolino

Elvira Donnarumma ed E. A. Mario, con il mandolino, nel 1925

Quando aveva circa dieci anni, un posteggiatore, entrato nel negozio di barbiere del padre, dimenticò un mandolino sulla sedia e, grazie a quello strumento, che prese a strimpellare da solo, iniziò a suonare e a comporre le prime melodie. Apprese poi a suonare bene il mandolino e imparò a leggere la musica da autodidatta grazie a una pubblicazione settimanale della Casa Editrice Sonzogno, "La musica senza maestro". L'intera raccolta è tuttora in possesso della figlia Bruna.
Molti lo chiamavano "maestro", ma lui, pur essendo di fatto divenuto musicista, si schermiva dicendo di non esserlo. 
Egli componeva la melodia, l'armonia completa di motivo e, in seguito, un maestro esperto trascriveva le partiture senza cambiare quasi mai nulla del motivo originale, sui testi precisi nel ritmo che, già all'abbozzo, risultavano perfetti e facili da trascrivere sul pentagramma.

### Il lavoro alle Poste
Giovanissimo si impiegò nelle Regie Poste Italiane a Napoli, lavorando negli uffici di Palazzo Gravina, nella zona di Monteoliveto, vecchia sede delle Poste Napoletane, dove - alcuni anni prima di lui - aveva lavorato come telegrafista la scrittrice Matilde Serao. Gaeta fu assegnato allo sportello delle raccomandate e dei vaglia, dove, dopo poco tempo, fece un incontro fortunato. Un giorno riconobbe davanti a lui, avendone letto il cognome come mittente di una raccomandata, il musicista Raffaele Segrè, noto compositore di canzonette dell'epoca. Il giovane impiegato gli disse: «Maestro, le vostre musiche sono bellissime, ma i testi sono tante papucchielle!». Il musicista, risentito, stava quasi per rispondergli in malo modo, ma le molte persone presenti e i colleghi del poeta, che già lo conoscevano molto bene, gli fecero capire che il ragazzo era molto bravo poeticamente: «Professò, chisto è uno ca 'e poesia se ne intende!». Il Segrè allora, preso da un'istintiva simpatia, gli lanciò una sfida: «Facimme 'na cosa, scrivetemi voi un testo, una poesia, e io, se sarà bella, ve la musicherò!».
Fu così che nacque la sua prima canzone in lingua napoletana, "Cara mamma", pubblicata dalla Casa editrice Ricordi.

### L'inizio dell'attività di poeta

E. A. Mario

La sua attività di poeta iniziò nel 1902 a Genova e a Bergamo. A Genova conobbe Alessandro Sacheri, giornalista e redattore capo de Il Lavoro che, resosi conto del valore del giovanotto (aveva diciotto anni), gli diede il suo primo lavoro da giornalista. Il giovane scelse di utilizzare lo pseudonimo di "Hermes", utilizzato alternativamente con "Ermes".
Grazie alla cultura molto varia che si era costruito attraverso la lettura, era in grado di scrivere e pubblicare articoli su vari argomenti. Dalle Poste fu successivamente allontanato per "scarso rendimento", per numerose assenze ingiustificate. In seguito, quando si diffuse la sua fama di autore di canzoni, fu reintegrato nel suo impiego all'amministrazione postale.
Le sue composizioni furono anche oggetto di imitazioni: Totò, agli inizi della carriera, compose e recitò "Vicoli", una parodia della canzone "Vipera" di E. A. Mario.

### Lo pseudonimo
Giovanni Gaeta adottò per la prima volta lo pseudonimo di E. A. Mario nel 1904 per la pubblicazione della sua prima canzone, in napoletano, intitolata Cara mammá. Il nome d'arte è la composizione di varie scelte. “E” deriva dal suo primo pseudonimo Ermes (o Ermete), “A” fu scelto come segno di riconoscimento e stima verso Alessandro Sacheri, giornalista e scrittore, suo amico fraterno, nonché caporedattore del quotidiano genovese Il Lavoro, che gli pubblicò i primi lavori di scrittore, rendendo così il suo nome d'arte esteso come Ermete Alessandro Mario.
Mario stava ad indicare il patriota Alberto Mario, che fu suo idolo nella giovinezza, trascorsa con grande passione mazziniana e, forse, anche perché gli piaceva lo pseudonimo con il quale si firmava la poetessa polacca Marie Clinazovitz, direttrice del periodico Il Ventesimo di Bergamo, sotto il nome di Mario Clarvy.

### Mazzini
Agli inizi della carriera, era solito firmare i suoi lavori con il suo vero nome, Giovanni Gaeta. Nutriva in quel periodo, una grande ammirazione per il Carducci e per Mazzini, ai quali spesso dedicava i suoi versi. Una delle sue prime composizioni in lingua, nel 1905, fu proprio la Canzone a Mazzini, con prefazione della poetessa veneta Vittoria Aganoor Pompilj, un poemetto di 999 novenari, che gli procurò anche un “amichevole richiamo” da Mario Rapisardi, appassionato mazziniano.
In segno di grande ammirazione, portò la prima copia del suo lavoro direttamente sulla tomba di Mazzini al cimitero di Staglieno, a Genova.
Il 9 febbraio 1916 fu iniziato in Massoneria nella Loggia Unione e Lavoro di Napoli.

### "La canzone del Piave"

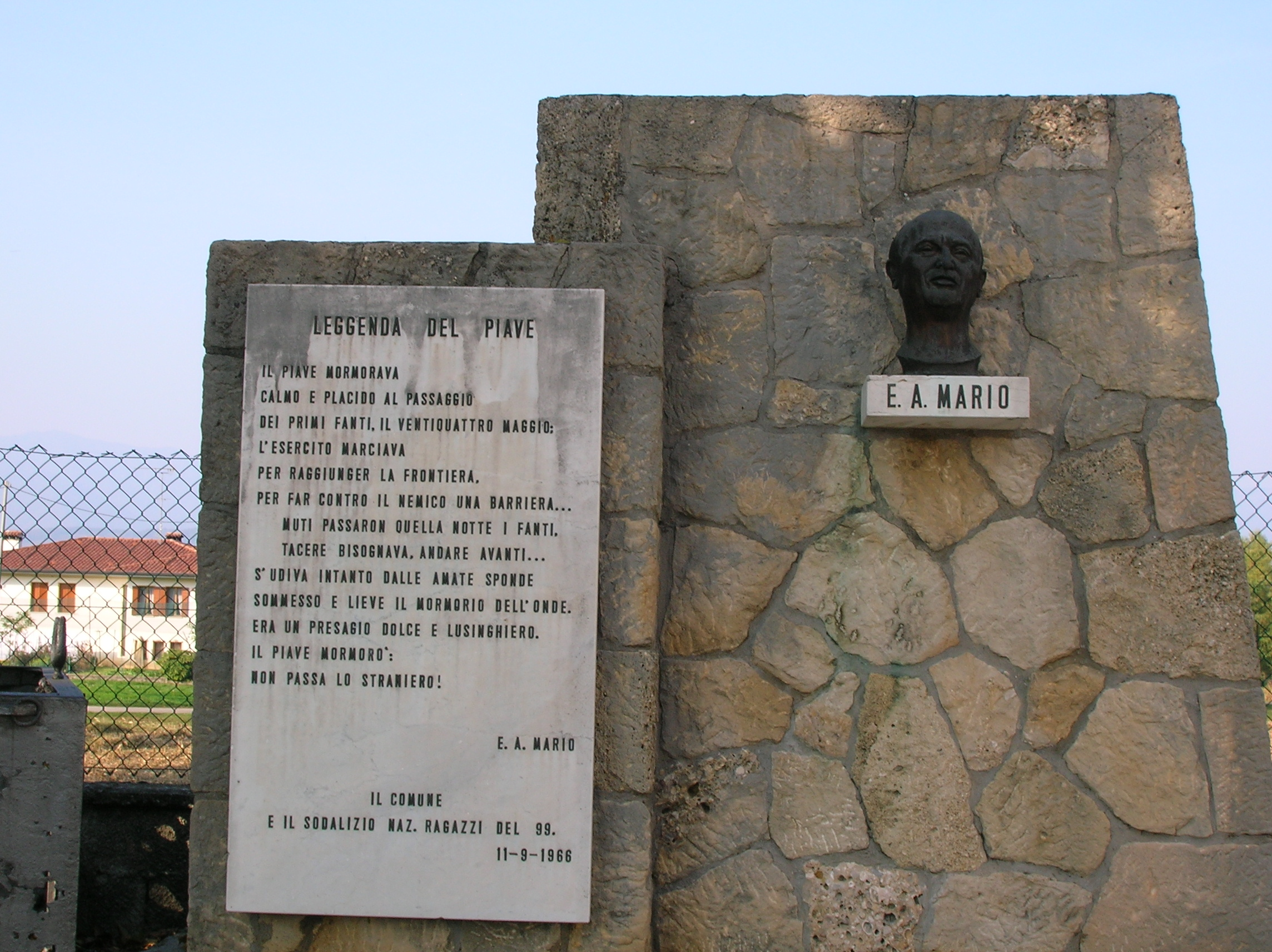
Monumento al Sacrario del Montello

Nella notte del 23 giugno 1918, poco dopo il termine della battaglia del solstizio, scrisse di getto i versi e la musica de La canzone del Piave, che gli procurò subito una grande notorietà. Il comandante in capo italiano Armando Diaz gli telegrafò per fargli sapere che la sua canzone era servita a dare coraggio ai soldati e ad aiutare lo sforzo bellico "più di un generale".
La canzone fu considerata una sorta di inno nazionale, poiché esprimeva la rabbia e l'amarezza per la disfatta di Caporetto e l'orgoglio per la riscossa sul fronte veneto.
In particolare, nel periodo costituzionale transitorio durante la fase conclusiva della seconda guerra mondiale, la canzone fu adottata provvisoriamente come inno nazionale italiano.
Nel 1924 la rivista La Rassegna sottolineò come la canzone contenesse un verso poco gradito alle autorità militari, in cui si faceva riferimento al fatto che la responsabilità della disfatta di Caporetto fosse da attribuire al tradimento di un reparto dell'esercito. Il verso della canzone recitava: "Ma in una notte trista si parlò di tradimento". La frase fu considerata sconveniente e, su richiesta del ministero dell'Istruzione, nel 1929 l'autore acconsentì al cambiamento della strofa, che divenne: "Ma in una notte triste(a) si parlò di un fosco evento".
La canzone del Piave è stata riproposta come inno nazionale il 21 luglio del 2008 da Umberto Bossi.

### La propaganda fascista
E.A. Mario compose numerose canzoni di propaganda per il regime fascista, tra cui Inno del grano, L'Italia che farebbe comodo ("Confini inalterabili! / Lavoro! Grano! Esercito! / La disciplina ferrea! / La sana libertà!"), Noi tireremo dritto, La fede d'acciaio, Me ne frego.
In occasione della guerra di Etiopia del 1936 dedicò una canzone all'imperatore Selassié, dal titolo Serenata a Sellassiè, che recitava versi come "L’Italia d'ogge canta "Giovinezza"/ Selassié!/ È acciaro 'e tempra: spezza e nun se spezza/ Selassié!/ Chi mo 'a guverna è n'Ommo ca s'apprezza/ Selassié/ E tu contro a chist'Ommo vuo' fa' o Rre?/ Vatté!", dove l'"Ommo" è Benito Mussolini, e nel ritornello: "Andremo in Africa sicuri e allegri: andremo a vincere contro quei negri / Fra tante teste che mozzerò / una di queste ti porterò".
Partecipò alla campagna dell'Oro alla Patria donando allo stato cento medaglie ricevute dai comuni italiani e le fedi nuziali sua e di sua moglie. Le altre medaglie che gli restarono furono poi rubate dopo la sua morte, nel maggio 1974, nella casa di una delle figlie, esclusa la Commenda in oro che gli aveva consegnato il re Vittorio Emanuele ed i gemelli in oro donati dall'ex re Umberto II in occasione del suo settantesimo compleanno. Questi cimeli sono attualmente conservati nella Biblioteca Nazionale di Napoli, Lucchesi Palli, nella sala a lui intitolata e dedicata.

## Le incisioni famose

E. A. Mario nel suo studio nel 1955

Incisioni famose di sue canzoni sono, le interpretazioni di Santa Lucia luntana di Enrico Caruso, Beniamino Gigli, Franco Ricci, Gilda Mignonette, Francesco Albanese, registrate su dischi a 78 giri.
Nel periodo del fascismo fu anche autore di canzoni come Noi tireremo diritto incisa da Crivel, Aldo Masseglia ed altri artisti, di stampo propagandistico.
In seguito molte delle sue canzoni più famose vennero registrate ed interpretate dai più grandi tenori di tutti i tempi, quali, tra gli altri, Giuseppe Di Stefano, Mario Del Monaco, José Carreras, Plácido Domingo, fino a Luciano Pavarotti.
Le sue canzoni hanno fatto parte del repertorio dei maggiori cantanti napoletani di varie generazioni, da Massimo Ranieri a Mario Merola, da Peppino di Capri a Roberto Murolo, Mario Abbate, Sergio Bruni, Bruno Venturini e tanti altri ancora.

### Tammurriata nera
La famosa canzone Tammurriata nera, della quale E. A. Mario compose la musica, nacque da una circostanza curiosa avvenuta nel 1944. Edoardo Nicolardi, amico di E. A. Mario, nonché dirigente amministrativo dell'ospedale napoletano Loreto Mare, un giorno vide un particolare trambusto nel reparto maternità, dovuto al fatto che una ragazza napoletana aveva partorito un bambino di colore. Il caso però non rimase isolato, vi furono altre ragazze che partorirono bambini frutto di relazioni con soldati afro-americani.
Quando la sera i due amici si ritrovarono a casa di E. A. Mario (i due, oltre che essere amici e colleghi, stavano per diventare anche consuoceri, poiché Italia, terza figlia di E. A. Mario, doveva di lì a poco sposare Ottavio, figlio del Nicolardi), si resero conto della svolta epocale che quel fatto rappresentava ed E. A. Mario esclamò commosso: "È 'na mamma curaggiosa! È 'na mamma chiena 'e core! Edua', facimmo 'sta canzone!". E fu così che sull'onda della commozione, sull'immediatezza dei versi del Nicolardi, dettati di getto, e l'istintiva melodia di E. A. Mario, nacque quella canzone diventata poi famosa.

### La Commenda della Corona
Nel 1921 il re Vittorio Emanuele ebbe modo di ascoltare La leggenda del Piave in occasione dell'arrivo al Vittoriano, a Roma, della salma del Milite Ignoto. Saputo che l'autore era un impiegato delle Regie Poste Italiane, diede l'incarico di cercarlo al ministro delle Poste Giuffrida. Il poeta si presentò al Quirinale, al cospetto del Re che gli conferì personalmente l'onorificenza insignendolo della Commenda della Corona, assieme alla sua ammirazione e a parole di lode.
Davanti al sovrano, E.A. Mario professò la sua fede repubblicana e mazziniana. Il re, che evidentemente quel giorno era di buon umore, gli rispose: «Vi sono parecchi repubblicani che, come lei, hanno reso grandi servigi alla monarchia!».
Quando per strada incontrava dei soldati, questi gli facevano il saluto militare.

### La fine
L'ultima sua abitazione, in affitto, fu in viale Elena, oggi viale Antonio Gramsci, dove poi morì. A ricordarlo vi è affissa una lapide. La moglie era morta pochi mesi prima di lui. Le figlie, giacché il poeta era molto malato, gli nascosero la morte della moglie e lo trasferirono al piano inferiore, nell'abitazione dell'altra figlia. Inizialmente non riusciva a comprendere perché non potesse vedere la moglie ma, dopo pochi giorni, capì e disse: «Adelina è finita, è vero?». Da quel momento, smise di parlare e incominciò a lasciarsi morire piano piano.
Morì il 24 giugno 1961, giorno del suo onomastico. Aveva settantasette anni.
Un'altra targa che ricorda uno dei suoi più grandi successi mondiali, oltre che l'emigrazione di tanti napoletani, è quella fatta apporre sopra la scaletta del Borgo Marinari, sulla quale sono incisi solo i primi due versi di “Santa Lucia luntana”.
In molte città italiane esistono oggi, strade, piazze e scuole che ricordano il poeta E.A. Mario.
A Santa Croce del Montello, il carillon del campanile, ad ogni mezzogiorno, suona ancora oggi le note de La leggenda del Piave.
Le sue canzoni, specie quelle napoletane, sono divenute famose e hanno dato un notevole contributo alla diffusione della musica partenopea in tutto il mondo.

## Le sue opere
- Circa 2.000 canzoni
- Raccolte di poesie e poemetti
  - Acqua chiara (Prima raccolta di poesie) (1908 – 1918) Illustrazioni di E.A. Macchia. Edizioni Matelda.
  - Cerase (Sonetti) Edizioni Remo Sandron.
  - Vangelo (Poesie) Edizioni Albrighi-Segati & C.
  - Il libro grigioverde' (Raccolta di canzoni di trincea). Edizioni E.A. Mario Napoli.
  - Parentali (Poema storico musicale in due atti). Edizioni E.A. Mario. Napoli.
  - 'E rrose (Attounico dialettale) Illustrazioni P. Scoppetta e G. Spagnolo. Editrice Bideri. Napoli
  - Albero piccerillo (Raccolta di poesie). E. Chiurazzi Editore. Napoli 1930.
  - Funtane e funtanelle (Pubblicato postumo). Morano Editore.
  - 'A storia d' 'o core. Istituto Grafico Editoriale Italiano.
  - All'insegna della Sirena (doppia edizione) Edizioni Chiurazzi 1930. Istituto Grafico Editoriale Italiano.
  - Cunfiette (Poemetto autobiografico). Edizioni Matelda.
  - Cunfessione (Poemetto con prefazione di A. Costagliola). Editrice Matelda.
  - 'A Morte (Poemetto con illustr. Di Amos Scorzon). Editrice Matelda.
  - Mamme (Quattro episodi – Quattro atti dialettali). Illustr. di E.A. Macchia. Editrice Matelda.
  - 'O Quarantotto (Poemetto).
  - Il fu Pulcinelle
  - 'O libro d' 'e canzone